# Çiğdem
Çiğdem [tʃiːdem] ist ein türkischer weiblicher Vorname. Er bezeichnet auf Türkisch verschiedene Pflanzen: Krokusse und Colchicum ritchii aus der Pflanzengattung der „Zeitlosen“. Regional bedeutet es auch Sonnenblume.

## Namensträgerinnen
- Çiğdem Akyol (* 1978), deutsche Journalistin und Autorin
- Çiğdem Aslan (* 1980), kurdische Weltmusik-Sängerin
- Çiğdem Soyarslan (* 1983), türkische Sopranistin